# Placówka Straży Celnej „Stogniewice”

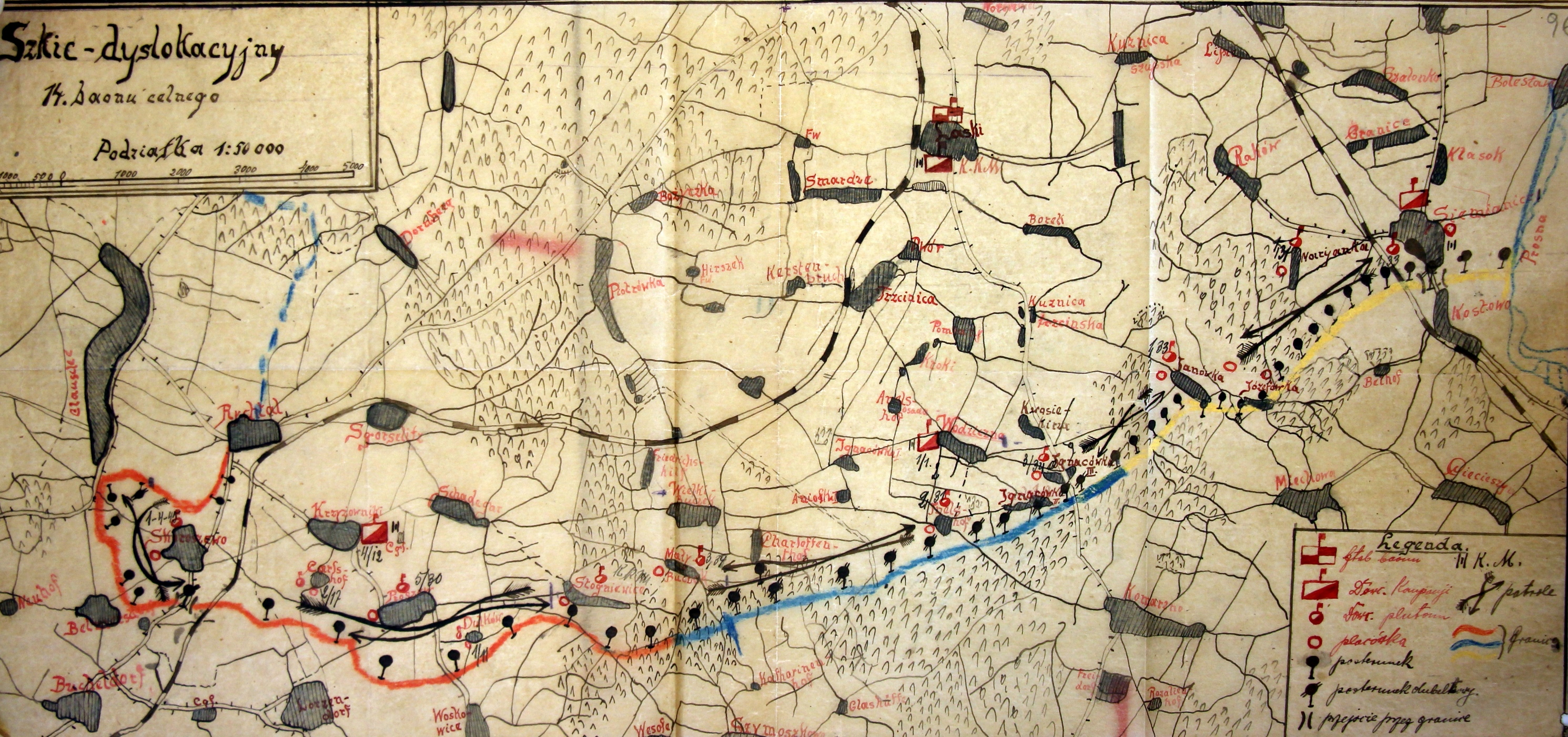
Rozmieszczenie 14 batalionu celnego

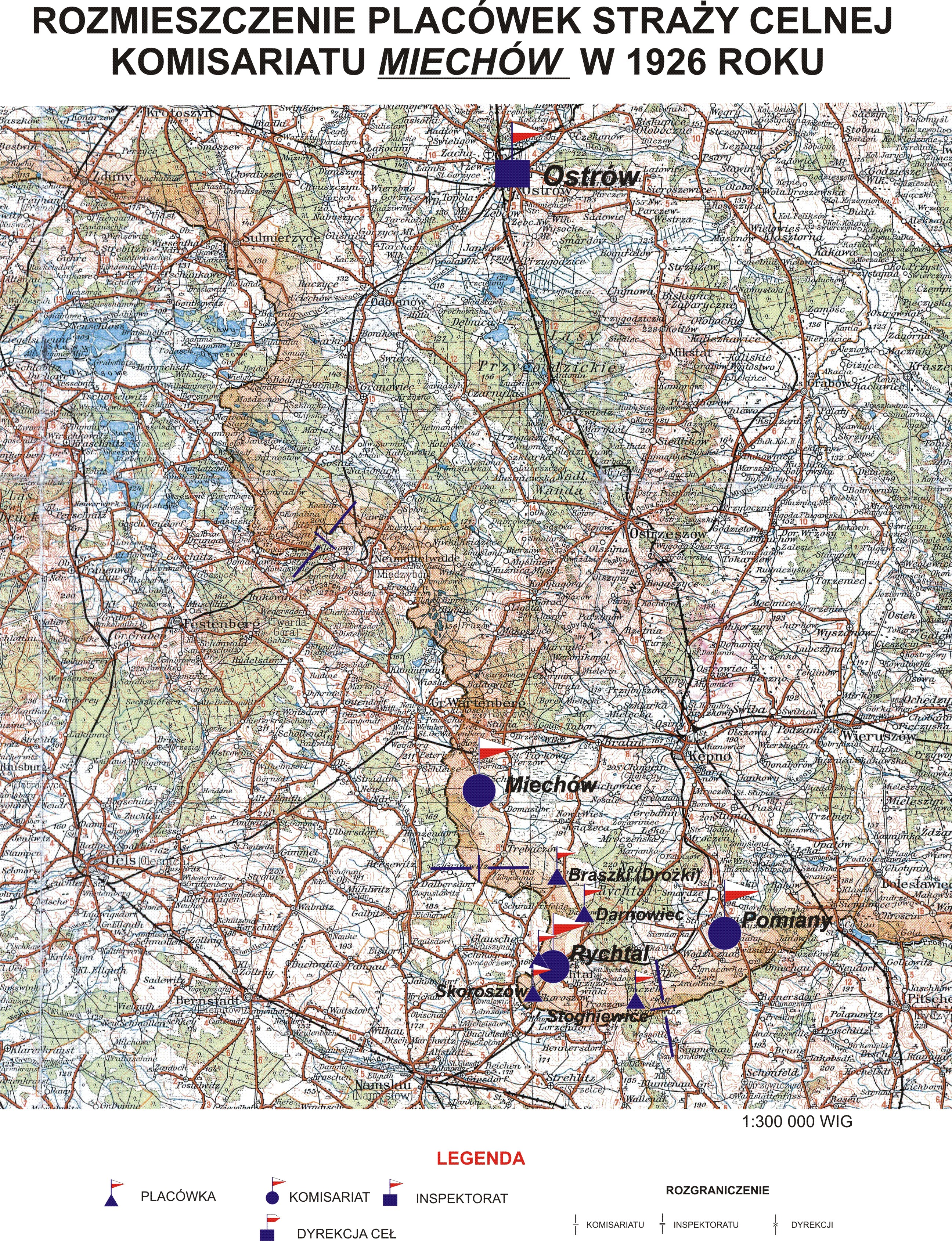
Rozmieszczenie placówek Straży Celnej Komisariatu Rychtal w 1926 r.

Placówka Straży Celnej „Stogniewice” – jednostka organizacyjna Straży Celnej pełniąca w okresie międzywojennym służbę ochronną na granicy polsko-niemieckiej.

## Formowanie i zmiany organizacyjne
Na wniosek Ministerstwa Skarbu, uchwałą z 10 marca 1920 roku, powołano do życia Straż Celną. Od połowy 1921 roku jednostki Straży Celnej rozpoczęły przejmowanie odcinków granicy od pododdziałów Batalionów Celnych. W 1921 roku na terenie Wodzicznej stacjonował sztab 3 kompanii 14 batalionu celnego. 3 kompania wystawiła między innymi placówkę w Stogniewicach. Proces tworzenia Straży Celnej trwał do końca 1922 roku. Placówka Straży Celnej „Stogniewice” weszła w podporządkowanie komisariatu Straży Celnej „Rychtal” z Inspektoratu SC „Ostrów”.
W drugiej połowie 1927 roku przystąpiono do gruntownej reorganizacji Straży Celnej. W praktyce skutkowało to rozwiązaniem tej formacji granicznej. Ochronę północnej, zachodniej i południowej granicy państwa przejęła powołana z dniem 2 kwietnia 1928 roku Straż Graniczna. W strukturach nowo powstałej formacji placówki „Stogniewice” nie odtworzono.

## Funkcjonariusze placówki
Kierownicy placówki
| stopień          | imię i nazwisko, numer | okres pełnienia służby |
| ---------------- | ---------------------- | ---------------------- |
| starszy strażnik | Józef Biegański (2537) | był w 1926             |

Obsada personalna placówki w 1926:
- starszy strażnik Józef Biegański (2537)
- strażnik Józef Osmy (1234)
- strażnik Franciszek Fąka (1633)
- strażnik Stanisław Mularczyk (714)
- strażnik Idzi Mikulski (1916)